# Heinrich-Delp-Straße 12
Das Fachwerkhaus in der Heinrich-Delp-Straße 12 ist ein Bauwerk in Darmstadt-Eberstadt.

## Geschichte und Beschreibung
Das Fachwerkhaus wurde wahrscheinlich in der ersten Hälfte des 16. Jahrhunderts erbaut.
Das Haus wurde schwer zugänglich, als rückwärtiges Wohngebäude errichtet.
Ein aufwendiges Schmuckfachwerk ziert im Obergeschoss den Westgiebel.
Ein reich profiliertes Quergebälk befindet sich über dem Erdgeschoss.
Handwerklich bearbeitete Sandsteinquader gibt es an der westlichen Gebäudeecke.

## Denkmalschutz
Das Fachwerkhaus ist aus architektonischen, baukünstlerischen und stadtgeschichtlichen Gründen ein Kulturdenkmal.